# نهر مابوتو
نهر مابوتو هو نهر يمر عبر ثلاث دول وهم جنوب أفريقيا، إسواتيني وموزمبيق.